# Филип Петен
Анри Филип Бенони Омер Жозеф Петен (фр. Henri Philippe Benoni Omer Joseph Pétain; Коши-а-ла-Тур, Француска, 24. април 1856—Ил д'Је, Француска, 23. јул 1951), познатији као Филип Петен или маршал Петен, био је француски војсковођа, касније председник Вишијевске Француске од 1940. до 1944. године. Француска Народна скупштина поверила му је 10. јула да води колаборационистичку владу са седиштем у Вишију.
Због својих војних достигнућа у Првом светском рату у Француској је сматран херојем, но због својих акција у Другом светском рату то херојство се претворило у суђење због издаје и смртну казну, која је преиначена у доживотни затвор од стране председника Де Гола. У модерној Француској он је углавном сматран издајицом, а реч „петенизам“ се сматра француским обликом речи квислинг.

## Детињство, младост и Први светски рат
Анри Филип Бенони Омер Жозеф Петен рођен је 24. априла 1856. у месту Коши-а-ла-Тур. Петен је похађао војну академију и школовао се у Паризу. Као командант у Првом светском рату, Петен је познат по одбрани Вердена од Немаца 1916. Касније, као командант у служби, увелико је допринио повећању морала у Француској војсци 1917. Идуће године постао је маршал. Током 20-их година Петен је служио у француском Мароку. Министар рата био је 1934, а од 1939. до 1940. био је амбасадор у Шпанији.

## Други светски рат и вишијевска Француска
Након немачке инвазије Француске 1940, Петен - тада 84 године стар - је позван како би био саветник министру рата. Дана 16. јуна 1940. Петен је постао премијер Француске, наследивши Пола Рејноа, и одмах је Немачкој понудио мир, који је склопљен 22. јуна. Дана 2. јула 1940. Петен, уз немачки пристанак, организује сопствену владу у Вишију, а 10. јула исте године преузима вођство нове државе назване вишијевска Француска. Он је своју диктатуру пренео на мали део Француске који није био директно под немачком контролом. Петен и његов заменик Пјер Лавал успоставили су фашистичку владу која је најпознатија по својој колаборацији са Адолфом Хитлером. Вишијевска влада била је под потпуном немачком влашћу која је постављала све званичнике, наређивала новинама и наређивала хапшења. Влада је такође прихватила и антисемитске законе и депортовала је све шпанске, француске и источноевропске Јевреје у немачке конц-логоре.

## Послератно раздобље, суђење и смрт
Након операције Оверлорд и распада Вишијевске Француске 1944. Петен је побегао у Немачку и Швајцарску. У априлу 1945. Петен се вратио у Француску како би му се судило због велеиздаје. На суду су га прогласили кривим и осудили на смрт стрељањем у јулу-августу 1945. Та казна је измењена у доживотни затвор од стране председника Де Гола 17. августа 1945. и то због његове старости - било му је 89 година. Казну је служио на острву Ил д'Је, где је умро и где је сахрањен.
У модерној Француској он је углавном сматран издајником, а реч петенизам се сматра француским обликом речи квислинг. Петена данас сматрају једним од највећих издајника свих времена и сматрају га еквивалентом Видкуна Квислинга у Норвешкој, Бенедикта Арнолда у САД, Мир Јафара у Индији и Пу Јиа у Манџурији.